# Huzella Júlia
Huzella Júlia (névváltozat: Huzella Juli; Budapest, 1983. október 4. –) magyar színművésznő.

## Életpályája
Édesapja Huzella Péter, édesanyja Csatorday Hajnal. Zenei általános iskolába járt. A Földessy Margit Drámastúdió után két évet töltött a Pesti Magyar Színiakadémián, majd a Nemzeti Színház stúdiójában is tanult. 2007-2012 között a Színház- és Filmművészeti Egyetem hallgatója volt, ahova ötödjére vették fel. 2012-től szabadúszóként dolgozik.
Két gyermeke van.

## Fontosabb színházi szerepei
- William Shakespeare: Ahogy tetszik.... Célia
- William Shakespeare: Tévedések vígjátéka.... Örömlány
- Sławomir Mrożek: Özvegyek.... Második özvegy
- Václav Havel: Audiencia / Vernisszázs.... Věra
- Marianna Salzmann: Anyám mondta (Mamelosn).... Rahel
- Örkény István: Tóték.... Ágika
- Fejes Endre: Jó estét nyár, jó estét szerelem!.... szereplő
- Mózsik Imre: Irány Hawaii.... szereplő

## Filmes és televíziós szerepei
- Átok (2011) ...Főnővér
- A berni követ (2014) ...Teréz
- Tóth János (2017) ...Eszter
- HHhH – Himmler agyát Heydrichnek hívják (2017) ...Brigitta
- Jóban Rosszban (2018) ...Soltész Margó
- Félmondatok (2019, rövidfilm)
- Heti dörgés Villám Gézával (2019) ...Darázs Helga
- Cserekapus (2021) ...Marci felesége
- A legjobb dolgokon bőgni kell (2021) ...Sára
- Pepe (2023) ...Viki